# Ladewagen

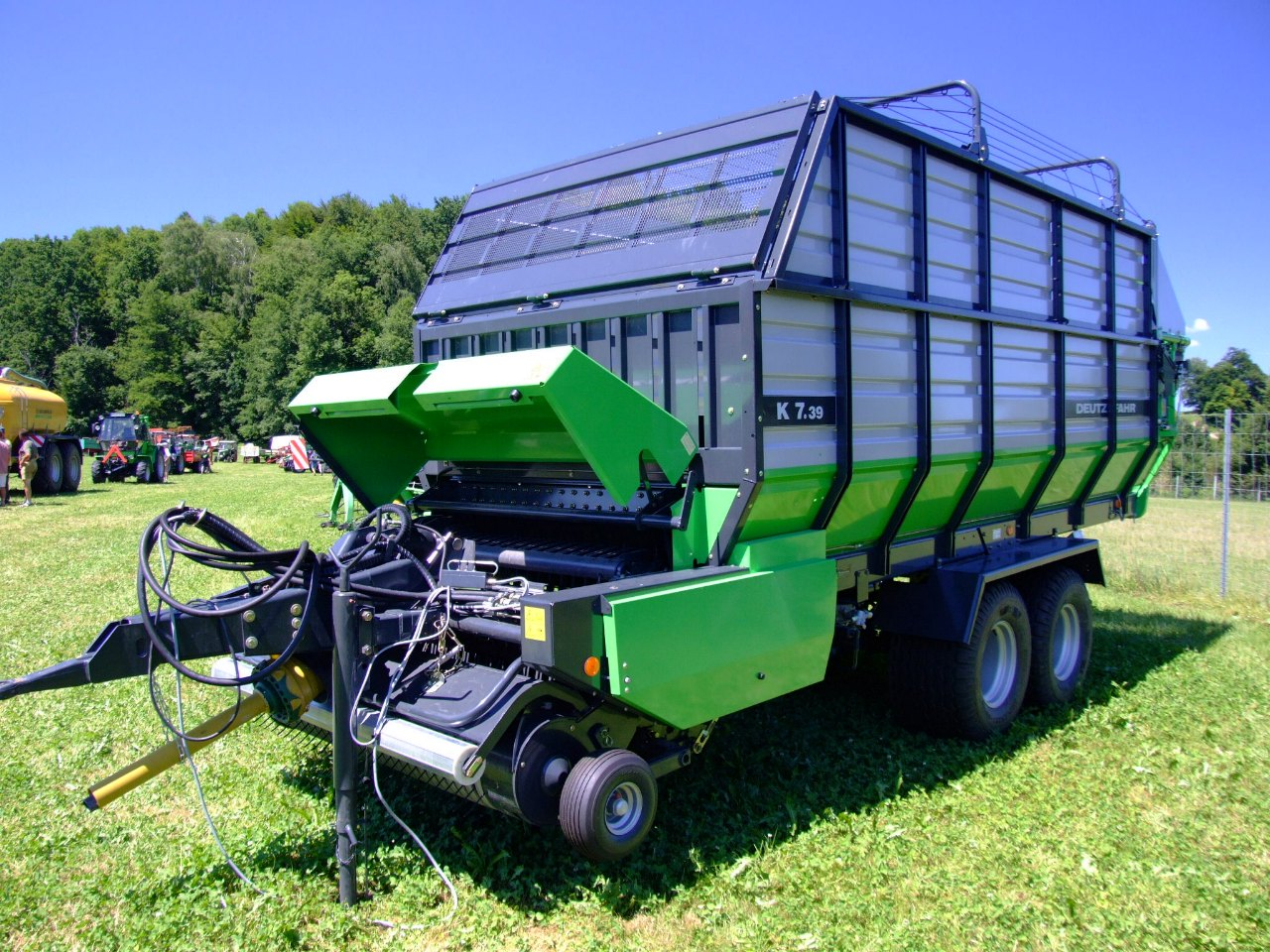
Ladewagen mit geschobener Pickup

Der Ladewagen oder Heulader ist eine Erntemaschine, mit der Erntegut wie z. B. geschnittenes Gras, Heu, Stroh oder Rübenblätter mechanisiert im Einmannbetrieb aufgeladen werden kann.

## Funktionsweise

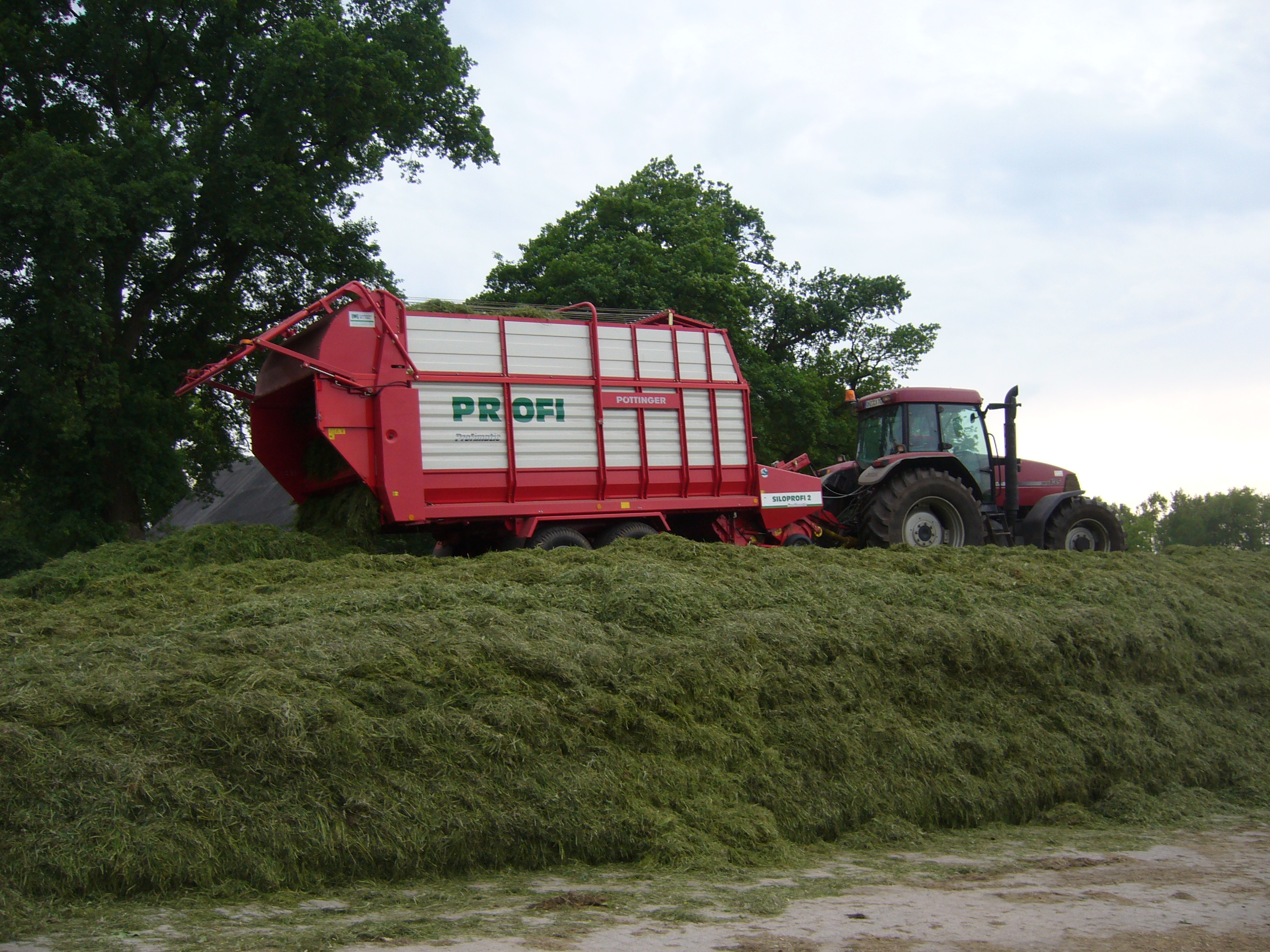
Traktor mit Ladewagen auf dem Silo beim Abladen

Der Ladewagen ist ein Anhänger mit einem umbauten Laderaum. Das Erntegut wird mittels einer unter der Stirnwand des Wagens montierten Pickup aufgenommen und in den Förderkanal gedrückt. Pickups an Ladewagen werden in die Bauarten gezogen und geschoben unterschieden. Sie nehmen das Erntegut mittels nachgiebiger Federzinken vom Boden auf. Hierzu muss es auf dem Feld als Schwade vorliegen. Im Förderkanal greift eine kräftige Trommel, der sogenannte Laderotor, oder eine Förderschwinge mit starren Zinken das Erntegut auf und drückt es in den Laderaum. Eine weitere Variante ist die Verwendung eines Rechenförderers, welcher heute nur noch von der Firma Agrar-Landtechnik in Balterswil (CH) verwendet wird. Die Maschinenfabrik Otto Gruber aus Österreich verwendet als dritte Alternative Schubstangen als Förderaggregat.
Der Laderaum ist mit einem Kratzboden ausgestattet. Dieser wird sowohl beim Beladen per Pickup, als auch beim Entladen benötigt, um das Erntegut nach hinten zu fördern. Die Oberseite des Laderaums ist meist gitterartig geschlossen, um die Verdichtung durch den Laderotor zu begünstigen. Hierzu werden zum Beispiel an Gestellen Seile von der Front ins Heck gespannt. Die meisten Konstruktionen sind sehr leicht gehalten und lassen sich für das Beladen von oben (z. B. per Feldhäcksler) entfernen und/oder abklappen. 
Zum Entladen lässt sich die Rückwand des Laderaums öffnen. Bei modernen Ladewagen erfolgt dies hydraulisch. Beim Entladen per Kratzboden fällt das Erntegut unregelmäßig und haufenweise aus dem Ladewagen. Zum gleichmäßigeren Entladen in Fahrsilos oder zum gezielten Abladen in der Stallgasse sind viele Ladewagen am hinteren Ende mit Verteilwalzen ausgestattet.
Um das Ladegut zu zerkleinern, kann im Förderkanal optional ein Schneidwerk eingeschaltet werden. Die Schneidvorrichtungen verfügen in der Regel über 10 bis 35 Messer, teilweise aber auch bis zu 74 Messer. Das Erntegut kann mit diesen in Stücke von 4 bis 8 cm Länge zerschnitten werden. Die Genauigkeit und Qualität des Schnittes ist allerdings nicht mit der eines Feldhäckslers zu vergleichen.
Der Antrieb von Pickup, Fördertrommel, Schneidwerk, Kratzboden usw. erfolgt durch den ziehenden Traktor über eine Zapfwelle und je nach Modell teilweise hydraulisch. Trotz hoher Ladeleistung ist der Kraftbedarf der Ladewagen vergleichsweise gering, ein Wagen mit      25 m³ Ladevolumen lässt sich bereits mit einem 25 kW starken Schlepper betreiben. Das Fassungsvermögen der produzierten Ladewagen variiert zwischen etwa 10 und 60 m³.
Silierwagen oder Kombiwagen sind Ladewagen, welche extra stabil gebaut sind, um besonders für die Befüllung durch Feldhäcksler geeignet zu sein. Insbesondere der Transport von Maissilage stellt höhere Ansprüche an die Stabilität des Aufbaus. Die Pickup kann für solche Zwecke demontiert werden. Der Förderschacht muss dann mit einer Bodenplatte verschlossen werden.
Ferner werden Ladewagen auch als Selbstfahrer gebaut. Die Selbstfahrer finden vornehmlich in Gebirgslagen Anwendung, da sie sich sehr wendig und hangtauglich konstruieren lassen (vgl. beispielsweise den Reform Muli). Zur besseren Wirtschaftlichkeit können die Selbstfahrer durch Aufbauwechsel auch zum Beispiel zum Düngerstreuen oder Ausbringen von Gülle verwendet werden.

## Geschichte

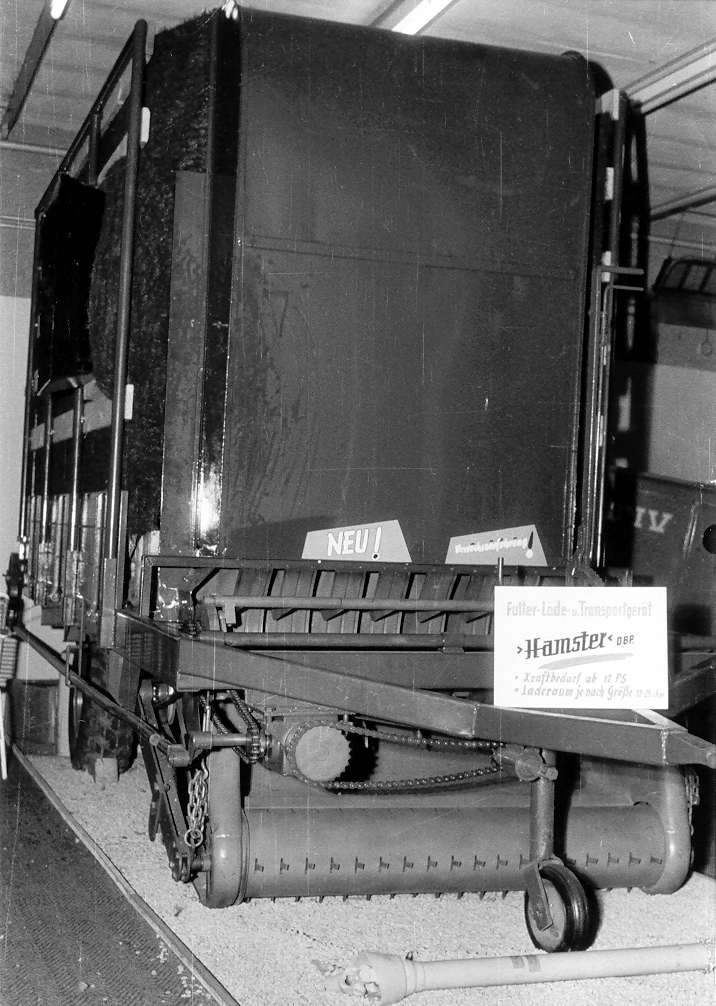
Erster Ladewagen 1960

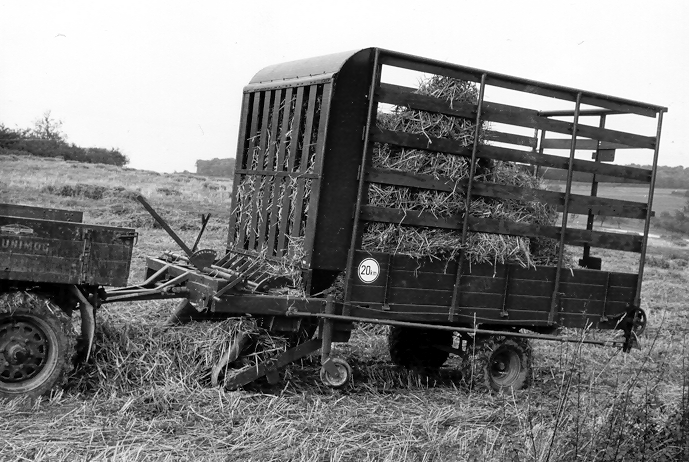
Erster Ladewagen beim Beladen

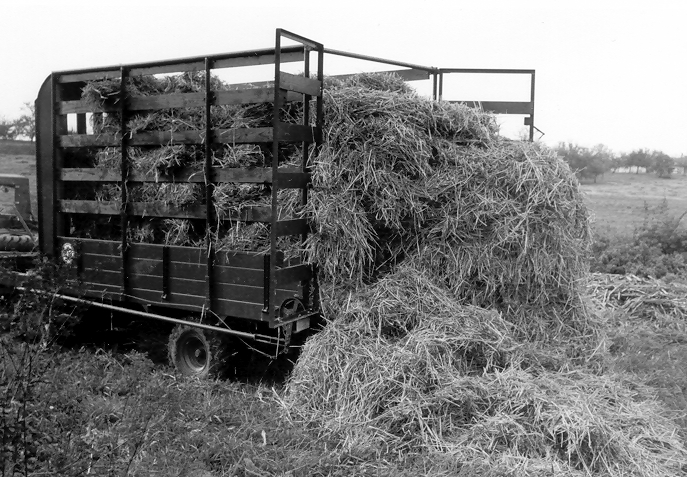
Erster Ladewagen beim Entladen

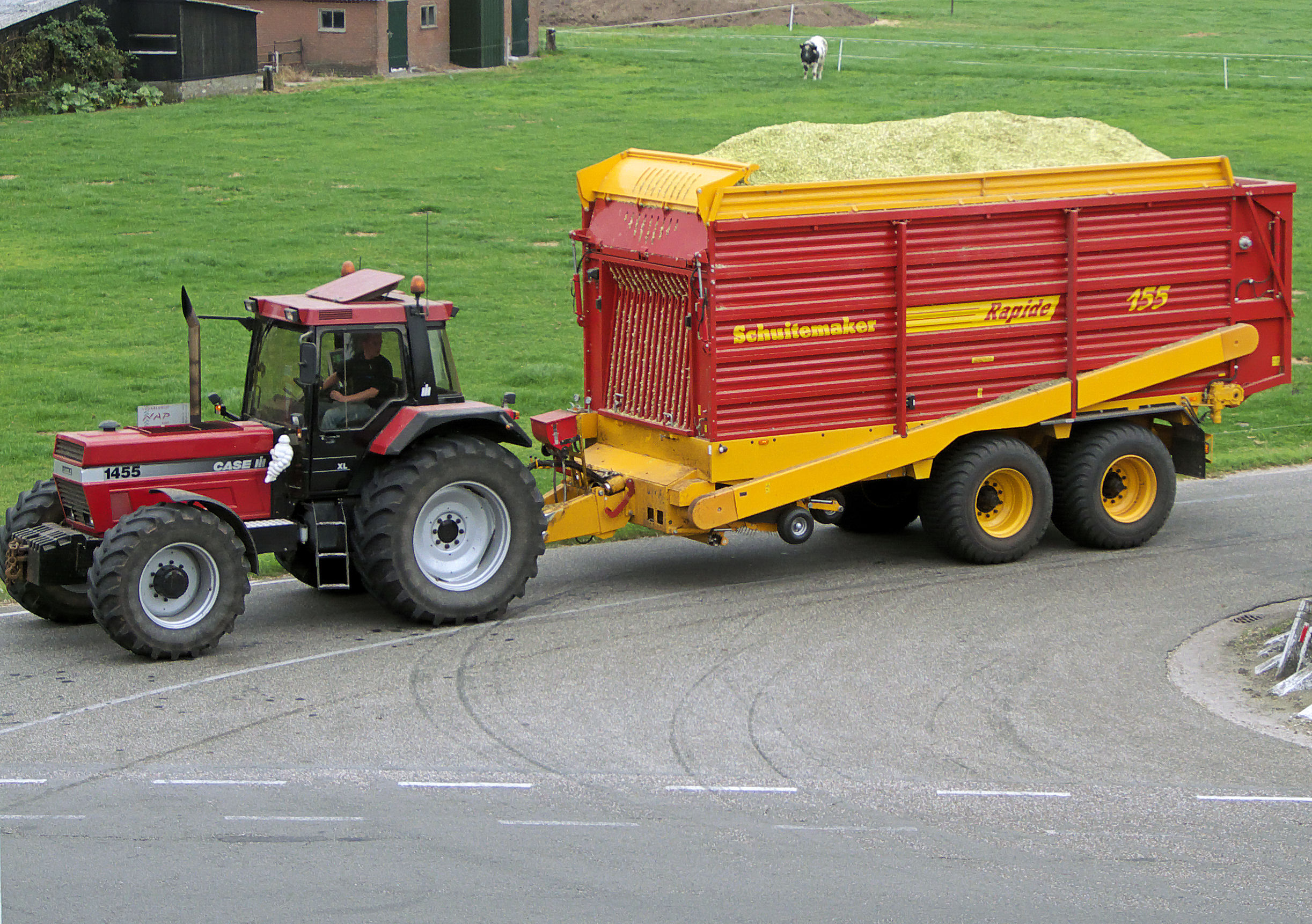
Universal-Silierwagen, von Feldhäcksler mit Maissilage befüllt, schön zu sehen die (nicht benutzte) gezogen (!) konstruierte Pickup

Vor der Erfindung des Ladewagens musste das Heu auf große Wagen (z. B. Leiterwagen) geladen werden, auf die oben ein sog. Weißbaum gebunden wurde, damit die Ladung zusammenhielt.
Der Ladewagen wurde 1960 auf der DLG-Ausstellung ab 16. Mai in Köln von dem Erfinder Ernst Weichel erstmals der Öffentlichkeit vorgestellt. Das Gerät trug bereits den Namen „Hamster“, die Gattungsbezeichnung „Ladewagen“ gab es damals noch nicht. Zur Simulation der Ladewagenladung war der Gatteraufbau von innen mit Grasmatten ausgekleidet. An einer Stelle war eine Lücke, in der mittels eines Diaprojektors Bilder von den anderen Weichel-Erzeugnissen vorgeführt wurden.
Der Ladewagen wurde vor der Präsentation in Köln 1960 nicht ein einziges Mal unter realen Bedingungen getestet. Erst im Herbst 1960 fand Ernst Weichel Zeit, an dem Projekt weiterzuarbeiten. Er hat die Vorderwand des Wagens etwas modifiziert, das in der Mitte angebrachte Stützrad auf die Seite versetzt und ihn dann mit seinem Unimog beim Laden von Stroh auf einem abgeernteten Acker ausprobiert (siehe Bild). Im unteren Bild erkennt man, dass es auf Anhieb funktioniert hat. Hier wird der Inhalt mittels Kratzboden abgeladen. Es dauerte bis 1976, bis die 1960 eingereichte Patentanmeldung DE 11 60 229 nach langwierigen Patentrechtsstreitigkeiten zum Patent erteilt wurde.
Die ersten Ladewagen verfügten noch über keine Messer und machten daher beim Abladen mehr Arbeit als die alte Methode. Weiterhin war die Kompression des Heus nicht hoch genug. Nach anfänglicher Skepsis der Fachwelt, fand der Ladewagen jedoch eine breite Akzeptanz, da der Arbeitsaufwand auf ein Zehntel reduziert wurde. Innerhalb eines Jahrzehnts stellten 50 % der Grünlandbetriebe auf den Ladewagen um. Anfang der 1990er Jahre wurde der Ladewagen oft durch selbstfahrende Feldhäcksler ersetzt. Mittlerweile erlebt er eine Renaissance, da er dem Feldhäcksler im Kraftstoffverbrauch sowie der Hangtauglichkeit (Tiefgangladewagen) überlegen ist und neue Modelle mit großem Ladevolumen entwickelt wurden.